# Rankweil
Rankweil est une commune autrichienne située dans l'état du Vorarlberg, dans le district de Feldkirch, comptant 11 630 habitants.

## Géographie

### Géographie physique
Rankweil se trouve dans la haute vallée du Rhin en Vorarlberg, dans le district de Feldkirch, dans une région frontalière à la Suisse (abbaye de Saint-Gall) et à la principauté du Liechtenstein, à 468 mètres d'altitude. Environ 70 % des 22 km2 de la grande commune se trouvent dans la plaine du Rhin, le reste est occupé principalement par des collines boisées.
Entre le Hohen Sattel qui culmine à 752 m au sud et le Sattelberg à 575 m au nord, dans la commune de Klaus, la plaine du Rhin forme la baie abritée de l'« Autriche antérieure », avec un climat favorable qui permet des cultures agricoles délicates. Le 30 % de la surface de Rankweil est boisée.
Les quartiers de la commune sont Brederis et Rankweil.

### Démographie
| 1971  | 1981  | 1991   | 2001   | 2006   |
| ----- | ----- | ------ | ------ | ------ |
| 8 654 | 9 926 | 10 509 | 11 171 | 11 824 |

Au 30 septembre 2006, la commune comptait 11,824 habitants, résidences secondaires incluses. La part d'étrangers était de 16,5 % en 2002.

### Communes voisines
La commune de Rankweil est frontalière de dix autres communes du district de Feldkirch, qui sont, depuis le nord et dans le sens des aiguilles d'une montre : Koblach, Röthis, Sulz, Zwischenwasser, Laterns, Übersaxen, Satteins, Göfis, Feldkirch et Meiningen.

## Histoire
Du temps de l'Empire romain, l'actuel Rankweil était, sous le nom de « Vinomna », un important carrefour pour les communications, vers lequel convergeaient les routes romaines, parmi lesquelles la principale voie de transport entre Coire et Augsbourg. Le premier document évoquant Rankweil sous son nom date de 842.
En 1375, les Habsbourg achètent aux ducs de Monfort le royaume de Feldkirch, et avec lui Rankweil. Ils administrent leurs terres, qui se trouvent dans l'actuel Vorarlberg, depuis le Tyrol et l'Autriche antérieure (Fribourg-en-Brisgau). À la fin du Moyen Âge, lors des guerres des Appenzellois, qui de 1405 à 1429 opposèrent l'abbaye de Saint-Gall, soutenue par les Habsbourg, à ses vassaux les Appenzellois, sont institués des territoires nationaux aux frontières désormais bien définies.
À ce sujet, significatives sont les différentes alliances des villes et des états, comme celle de la royauté de Feldkirch (Rankweil) avec les fermiers d'Altstätten, de Berneck, de Marbach, avec la ville de Saint-Gall ainsi qu'avec les campagnards à Eschnerberg.
En 1405, grâce à la participation du royaume de Feldkirch, et avec lui de Rankweil, la fondation effective réussit de la ligue du lac (Bund ob dem See), alliance la plus importante de l'époque, organisée selon un modèle fédéral. Celui-ci s'étend rapidement, avec entre autres Bludenz, Rankweil, Sax (de), Gaster et Toggenburg. D'audacieuses entreprises militaires et des soulèvements contre la domination des Habsbourg (Tirol, Allgäu, Turgovie) furent rapidement couronnés de succès et conduisirent à la destruction de nombreux châteaux-forts de nobles. Cependant, l'alliance fut finalement écrasée par la cavalerie des Habsbourg le 13 janvier 1408 à Bregenz.
En 1618, Rankweil obtient le « Marktrecht », le droit d'établissement d'un marché permanent, hebdomadaire ou annuel. De 1805 à 1814, Rankweil appartient avec le Vorarlberg à la Bavière, puis à nouveau à l'Autriche. Rankweil appartient à l'état autrichien du Vorarlberg depuis sa création en 1918. La ville fit partie, de 1945 à 1955, de la zone d'occupation française en Autriche.

## Politique
Le conseil municipal compte 33 membres. Sa composition à l'issue des élections de 2010 est la suivante : 21 sièges pour l'ÖVP, 3 sièges pour le SPÖ, 2 sièges pour la FPÖ et 7 sièges pour les Verts (die Grünen). Depuis avril 2019, la maire est Katharina Wöß Krall, successeur de Martin Summer.
Le budget communal annuel est estimé pour 2010 à 38 millions d'euros. La commune débourse 13,7 millions en investissements. Les dettes s'élèvent en 2010 à 957 euros par habitant.

## Monuments et institutions

### Église paroissiale Saint-Pierre
L'église paroissiale Saint-Pierre est une petite église romane baroquisée, dont le cimetière, ceint d'un mur comporte un ossuaire. A côté se trouve un sequoia majestueux et un monument dédié à Josef Sigmund Nachbauer.

### Sport et culture
Rankweil possède un club de football, le FC Rotweiß Rankweil.
Le « temple culturel » Altes Kino joue un rôle important pour la commune. Depuis plus de vingt ans y agit une association culturelle bénévole à un tel niveau qu'elle est connue au-delà des frontières du Vorarlberg.

### Éducation
En janvier 2003 on comptait 2 644 élèves, dont aucun en AHS (« Allgemeinbildende höhere Schule », c'est-à-dire école supérieure à formation généraliste), et 1 296 en BHS (« Berufsbildende höhere Schule », c'est-à-dire l'Ecole supérieure à formation professionnelle).
Rankweil dispose de neuf Ecoles enfantines, trois Ecoles primaires, deux « Hauptschulen », une Ecole polytechnique et d'un Centre pédagogique spécialisé.